# Gun Nordberg
Gunvor (Gun) Nordberg, född 18 januari 1903 i Sundsvall, död 2 november 1997 i Gammelstad i Nederluleå församling, var en svensk målare, tecknare och ämneslärare.
Hon var dotter till Johan Konstantin Tjernberg och Regina Margareta Bergman samt från 1945 gift med adjunkten Arne V. Norberg. Vid sidan av sin tjänst som lärare vid Luleå högre allmänna läroverk var hon verksam som konstnär. Hon studerade konst för Kristian Lundstedt i Göteborg 1933 och som extraelev vid Kungliga konsthögskolan i Stockholm 1938–1939 dessutom studerade hon keramisk konst vid Istituto Marangoni i Italien 1956. Hon medverkade i några av Sundsvalls konstförenings samlingsutställningar på 1930-talet innan hon bosatte sig i Luleå och har därefter ställt ut med Luleå konstförening. Till hennes offentliga arbeten hör väggmålningarna Fabler, Verkligheten och Sagan på Hälsinge barnhem. Som illustratör illustrerade hon bland annat Det Luleå som går> med teckningar utförda i svartkrita dessutom utgav hon boken  Ossian Elgström och hans lappländska konst . Tillsammans med sin man översatte hon Reginaud Outhiers Journal från en resa i Norden år 1736–1737. Hennes konst består av figurer, barn, porträtt, blomsterstilleben och landskap huvudsakligen utförda i akvarell.